# Davida Allen
Davida Frances Allen (* 20. Oktober 1951 in Charleville, Queensland) ist eine australische Malerin, Filmregisseurin und Schriftstellerin.

## Leben
Allen studierte zuerst bei Betty Churcher an der Stuartholme School in Brisbane (1965–69) und später bei Roy Churcher, deren Ehemann, am Brisbane Central Technical College. 1986 gewann sie den Archibald Prize für ihr Porträt ihres Schwiegervaters John Shera. Sie schrieb und illustrierte zwei Bücher und schuf 1999 den 50-minütigen Film Feeling Sexy. Allen ist in den meisten wichtigen öffentlichen Sammlungen in Australien vertreten.